# ریچل لی کوک
ریچل لی کوک (به انگلیسی: Rachael Leigh Cook) بازیگر آمریکایی است. او در ۴ اکتبر ۱۹۷۹ در شهر مینیاپولیس زاده شد. وی در سال ۲۰۰۴ با دنیل گیلیز ازدواج کرد.
از فیلم‌هایی که او در آن بازی کرده است، می‌توان به او همه چیز تمام است اشاره کرد.

## فیلم‌شناسی
فهرست فیلم‌هایی که ریچل لی کوک در آنها به ایفای نقش پرداخته است:
- گروه پرستاران بچه-۱۹۹۵
- تام و هاک-۱۹۹۵
- هم‌سفری-۱۹۹۶
- خانه بله-۱۹۹۷
- فرشته هجدهم-۱۹۹۷
- زنان واقعی-۱۹۹۷
- تنها کاری که می‌خواهم انجام دهم-۱۹۹۸
- مرد برهنه-۱۹۹۸
- با صدای بلند زندگی کردن-۱۹۹۸
- او همه‌چیزتمام است-۱۹۹۹
- زنبور عسل به‌هرحال پرواز می‌کند-۱۹۹۹
- کارتر را بگیرید-۲۰۰۰
- بتمن ماورایی: بازگشت جوکر-۲۰۰۰
- ضد انحصار-۲۰۰۱
- مو خشک‌کن-۲۰۰۱
- رنجرهای تگزاس-۲۰۰۱
- جوسی و پوسی‌کت-۲۰۰۱
- گیسوکمند-۲۰۰۱
- ۲۹ نخل-۲۰۰۲
- دلالان شرط‌بندی-۲۰۰۳
- سوخته-۲۰۰۳
- بزرگ خالی-۲۰۰۳
- ۱۱:۱۴-۲۰۰۳
- ضرب-۲۰۰۳
- ایالتی-۲۰۰۴
- جنایت آمریکایی-۲۰۰۴
- فاینال فانتزی ۷: ظهور کودکان-۲۰۰۵(صدا)
- اولین عروسی من-۲۰۰۶
- نزول-۲۰۰۷
- همه کلاه-۲۰۰۷
- نانسی درو-۲۰۰۷
- فصل پایانی-۲۰۰۷
- بلندپروازی بلوند-۲۰۰۷
- فصل پایانی-۲۰۰۷
- مستأجر-۲۰۰۹
- سقوط کردن-۲۰۰۹
- خون‌آشام-۲۰۱۱
- شجره‌نامه-۲۰۱۱
- آسمان سرخ-۲۰۱۴
- رؤیای شب نیمه تابستان-۲۰۱۷
- عشق تضمینی-۲۰۲۰
- او همه چیز تمام است-۲۰۲۱
- روح هالووین-۲۰۲۲
- راهنمای گردشگران به‌سوی عشق-۲۰۲۳